# كاري سيتز
كاري سيتز حكم كرة قدم أمريكية، و الأكثر خِبرةً في العالم (من بين الحكّام النساء و الرجال).

## مسيرتها
شاركت في أربع دورات من كأس العالم للسيدات، (عام 1999، 2003، 2007 و2011)، بالإضافةِ إلى أربع دورات في كرة القدم في الألعاب الأولومبية الصيفية، (عام 2004، 2008، 2012، و 2016)، و هي أول حكّام كرة القدم في العالم لفعل ذلك.
في شهر تشرين الأول من عام 2013، أعلنت تقاعدها بعد مسيرةٍ دامت 28 عاماً.
في عام 2016، و بطلب من الاتحاد الدولي لكرة القدم (فيفا)، بدأت بتدريب حكّام كرة القدم السيدات عالمياً، و انتقلت مع زوجها إلى سويسرا لتلبي مهامها بالتدريب.